# Tancheon
Tancheon là một nhánh của sông Hàn, bắt nguồn từ Yongin-si, Gyeonggi-do, đi qua Seongnam-si, Gyeonggi-do và đổ vào sông Hán tại Samseong-dong, Gangnam-gu và Jamsil-dong, Songpa-gu, Seoul, với tổng chiều dài 35,6 km.
Uốn lượn qua Bundang-gu, dòng suối là một trong những biểu tượng được công nhận rộng rãi của quận. Tất cả các con suối trong khu vực Bundang đều chảy về phía Tancheon. Khu vực này cũng đóng vai trò như một công viên lớn và có những con đường dành cho cả người đi bộ và người đi xe đạp ở mỗi bên bờ với những cây cầu đi bộ thỉnh thoảng nối hai bên ngoài những cây cầu được xây dựng cho phương tiện giao thông. Dọc theo các lối đi có nhiều băng ghế cũng như dụng cụ tập thể dục. Toàn bộ khu vực này cực kỳ phổ biến đối với cư dân địa phương.

## Lịch sử
Tancheon đã được biết đến với nhiều tên gọi khác, chẳng hạn như Geomcheon (검천, 儉川), Heomcheon (험천, 險川), Meonae (머내), Cheonhocheon (천호천, 穿呼川), và Jancheon (잔천, 鵲川) ). Bản thân từ Tancheon (탄천, 炭川) bao gồm các ký tự tiếng Trung có nghĩa là than và suối, vì vậy bản dịch trực tiếp sẽ là Suối than. Trong tiếng Hàn thuần túy, nó sẽ được phát âm là Sunnae (숯내->순내), một tên gọi khác của con suối đã đi qua. Nguồn gốc của tên này có thể được tìm thấy trong văn hóa dân gian Hàn Quốc, như được giải thích dưới đây.
Người ta tin rằng cuộc sống trường thọ của ông là nhờ hái và ăn đào ở suối Seo Wang-mo (서왕모, 西王母), nữ thần trường sinh bất tử. Vì điều này, anh ta được ban phước với cuộc sống lâu dài bất thường. Tuy nhiên, một số người nói rằng việc ông sống 3.000 kiếp là một sự phóng đại do sơ suất và rằng ông có thể thực sự chỉ sống 30 kiếp. Tại một thời điểm, các ký tự Trung Quốc cho ba mươi (三十) có thể vô tình được đọc thành ba nghìn (三千), bởi ai đó đã thêm một nét phụ vào đầu mười.
Tuy nhiên, Dong Bangsak, với tuổi thọ cao của mình, đã tỏ ra khó chịu với thế giới tâm linh. Trong con mắt của nhiều linh hồn từ thế giới ngầm, anh ta đã lừa chết quá nhiều lần. Họ háo hức muốn bắt anh ta và mang theo linh hồn anh ta sang thế giới bên kia, đến nỗi họ đã tìm kiếm anh ta khắp nơi. Tuy nhiên, vì anh ấy nhanh trí và là một người có trí tuệ vô hạn, nên những nỗ lực của họ luôn vô ích. Trên thực tế, trong nhiều trường hợp, anh ấy thậm chí còn tiếp những linh hồn đã tìm cách theo dõi anh ấy như những vị khách trong nhà của anh ấy. Sau một thời gian ngắn giải trí cho họ, anh ấy đã có thể đưa họ lên đường mà không cần phải vật lộn nhiều. Anh ấy khéo léo thuyết phục đến mức ngay lập tức anh ấy khiến các linh hồn tin rằng họ đã nhầm anh ấy với người khác. Sau đó, họ sẽ tiếp tục tìm kiếm, không bao giờ khôn ngoan hơn về danh tính thực sự của người đàn ông này.
Một linh hồn, người quyết tâm không để bị lừa nữa, đã suy nghĩ về vấn đề một cách nghiêm túc. Sau khi suy nghĩ sâu sắc, anh ta nghĩ ra một kế hoạch xảo quyệt chắc chắn sẽ cho phép anh ta chiếm được Dong Bangsak một lần và mãi mãi. Như đã xảy ra, một ngày nọ, Dong Bangsak đi qua Tancheon. Ở đó, anh ta bắt gặp một người đang giặt quần áo dưới nước suối bằng một mẩu than củi. Đó là linh hồn cải trang thành người. Không thể cưỡng lại cảnh tượng bất thường này, Dong Bang-sak hỏi, “Tại sao bạn lại dùng than đó để giặt quần áo?”
Tinh linh trả lời, "Tất nhiên là vì than làm cho chúng trắng hơn!"
Khi nghe điều này, Dong Bangsak phá lên cười dữ dội và nói: “Ha! Chàng trai của tôi, tôi đã sống 180 thiên niên kỷ, nhưng tôi chưa bao giờ nghe nói về ai đó làm cho quần áo trắng hơn bằng cách giặt chúng bằng than củi!”
Với sự lỡ lời này, Dong Bangsak ảo tưởng đã tự nộp mình. Linh hồn ngay lập tức biết rằng cuối cùng anh ta đã tìm thấy người đàn ông mà anh ta đang tìm kiếm. Sau đó, anh ta nhanh chóng bắt Dong Bangsak và đưa anh ta đến thế giới ngầm, kết thúc cuộc đời của người đàn ông sống lâu năm và lừa dối này . Tuy nhiên, từ đó, chúng ta có tên cho dòng suối nổi tiếng này, Tancheon: Dòng than củi.

## Công viên nước
Dọc theo đoạn đường dài khoảng 25 km của Tancheon đi qua Seongnam, có năm công viên nước mở cửa cho công chúng. Chúng miễn phí và phổ biến với các gia đình có trẻ nhỏ. Công viên nước Tancheon (탄천 물놀이장) mở cửa hàng năm từ ngày 1 tháng 7 đến ngày 31 tháng 8, từ 10 giờ sáng đến 8 giờ tối. Tại các công viên có sẵn phòng thay đồ cũng như nhiều ghế và bàn ăn ngoài trời . Chúng có thể được tìm thấy tại:
- Yatap-dong, phía trước Nhà thờ Manna (만나 교회앞)
- Jeongja-dong, trước Trường tiểu học Singi (신기 초등학교앞)
- Geumgok-dong, trước trường trung học cơ sở Bulgok (불곡 중학교앞)
- Imae-dong, bên lối đi bộ Suối Unjung (운중천)
- Đằng sau Văn phòng Bundang-gu (분당구청뒤)

## Tầm quan trọng chiến lược
Cũng giống như Tuyến Bundang, Tancheon là tuyến huyết mạch chiến lược cho những hành khách làm việc tại Seoul. Con đường dành cho xe đạp được nối với sông Hàn và do có kết nối với Căn cứ không quân Seoul, nó được thiết kế để xe jeep và xe máy có thể tiếp cận trong trường hợp chiến tranh.

## Hình ảnh

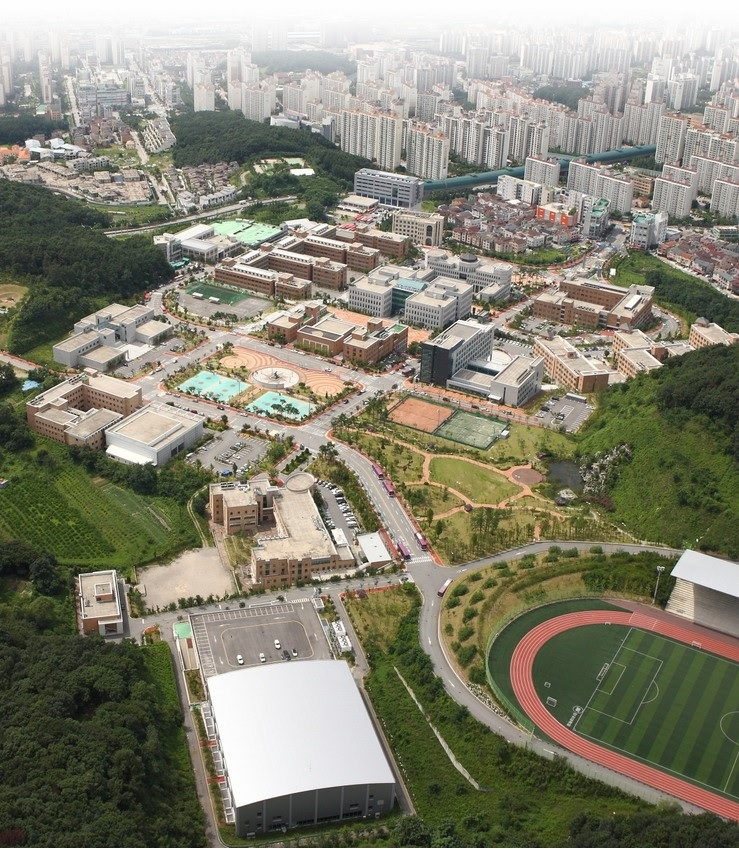
Đại học Dankook ở Suji, một trong những đầu nguồn của Tancheon (Naedaejicheon)
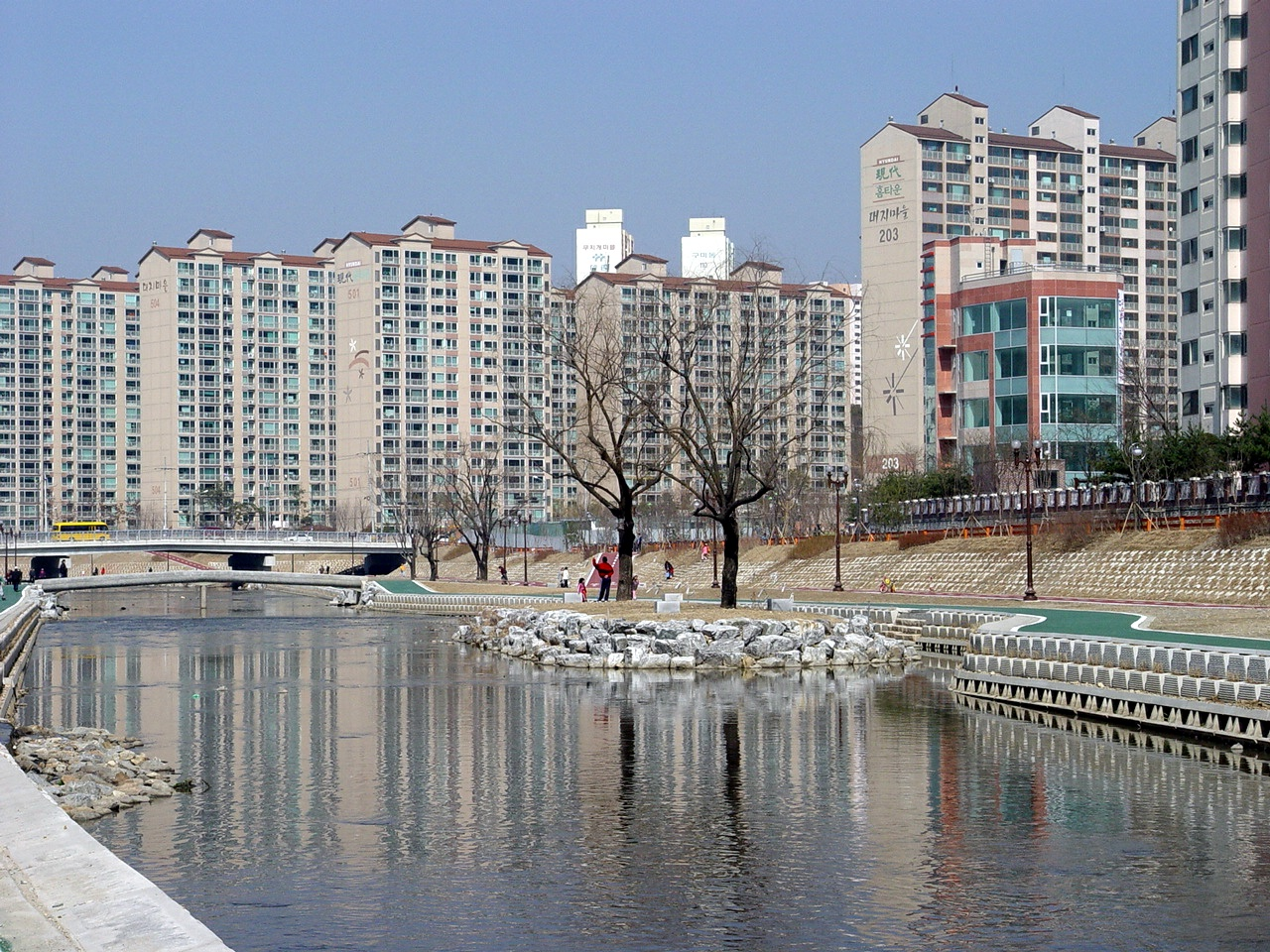
Thượng nguồn Tancheon (Seongnam)
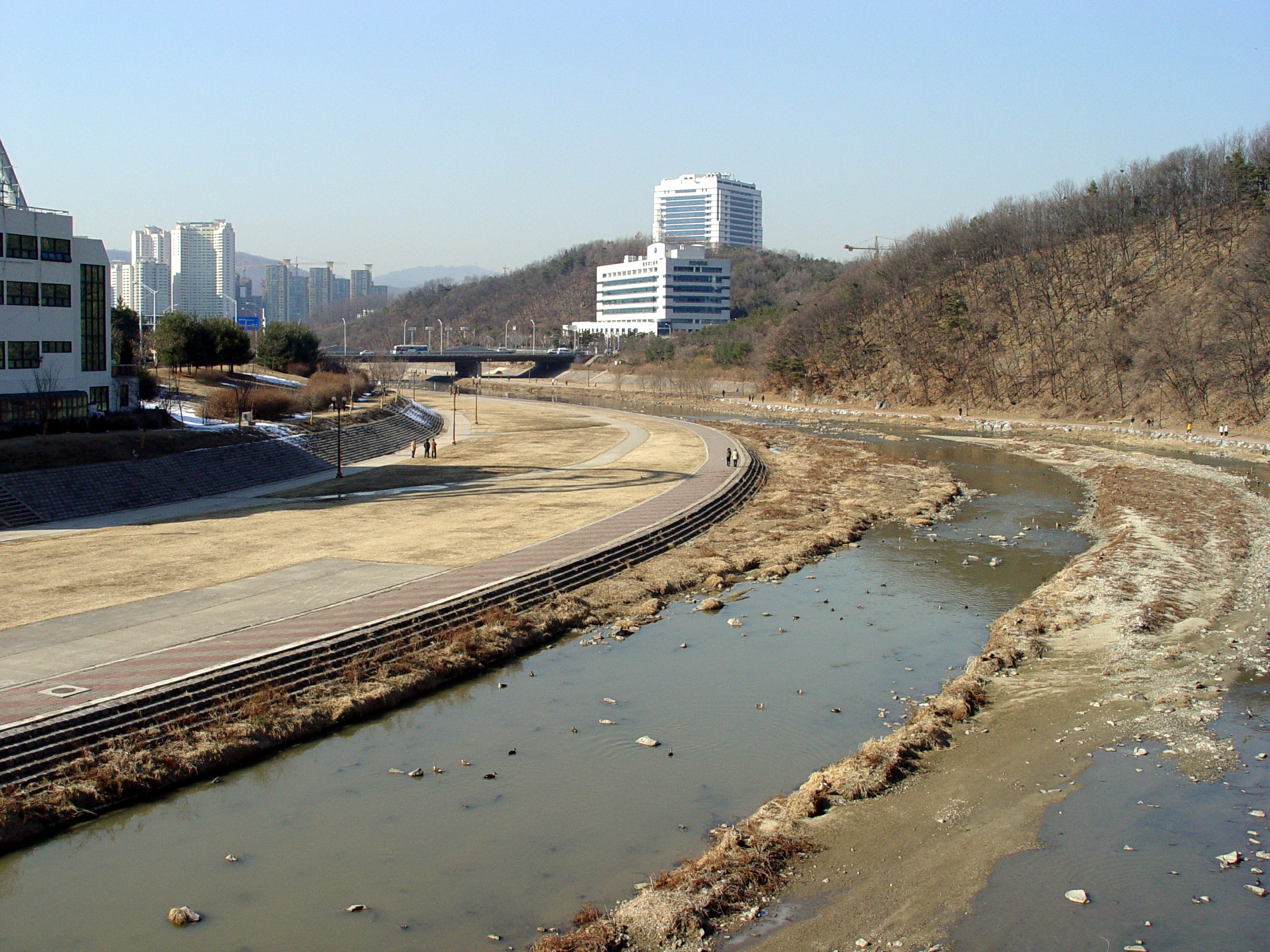
Trung lưu Tancheon (Seongnam)
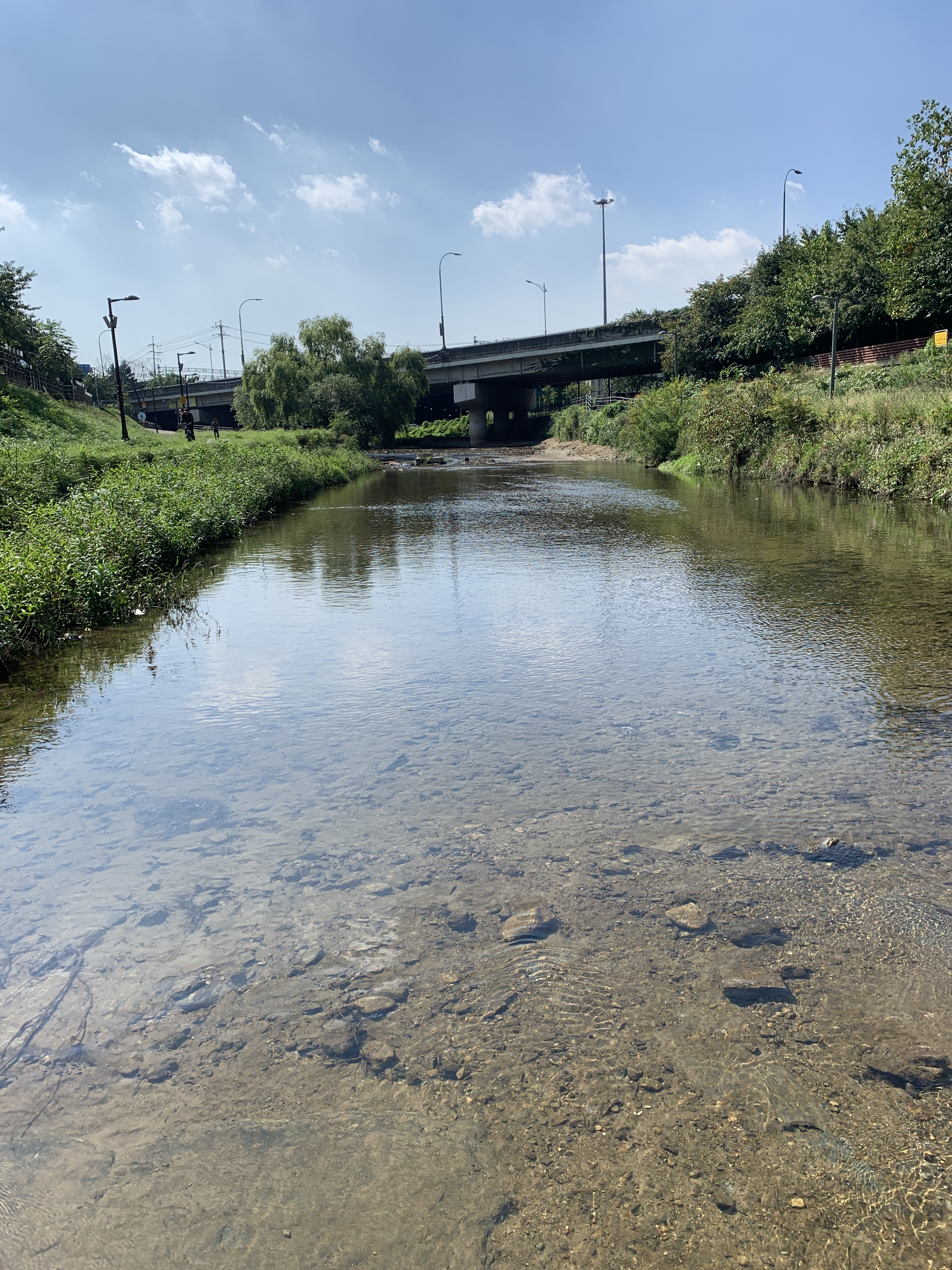
Trung lưu Tancheon (Yongin)
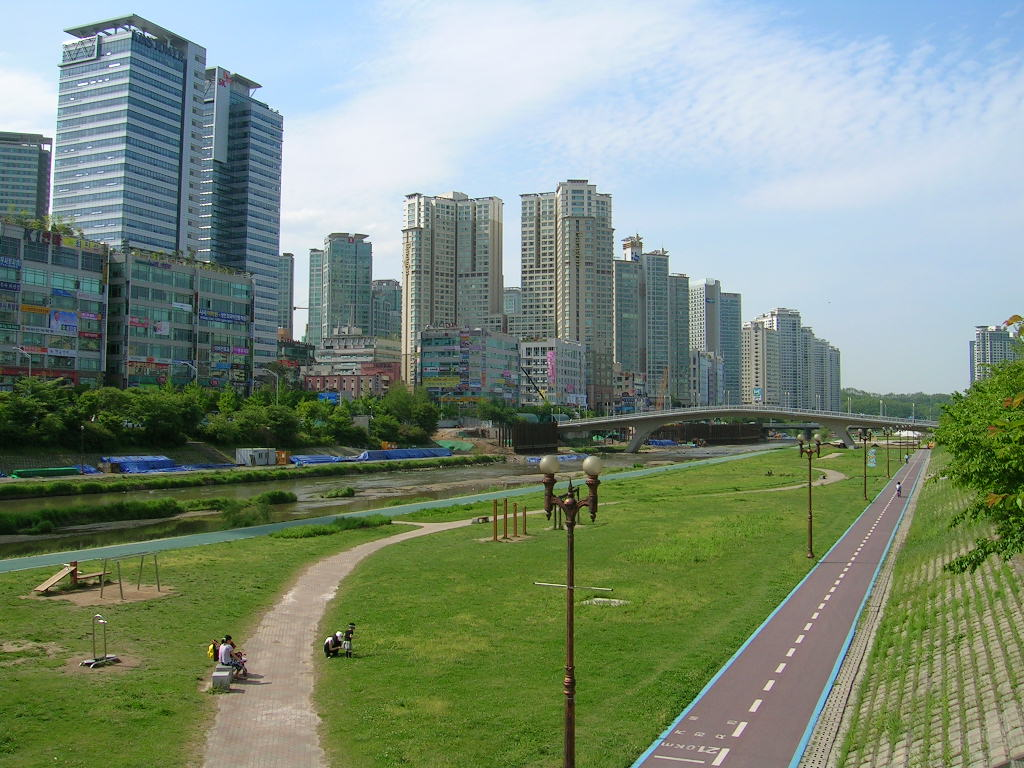
Tancheon (Seongnam) gần ga Jeongja
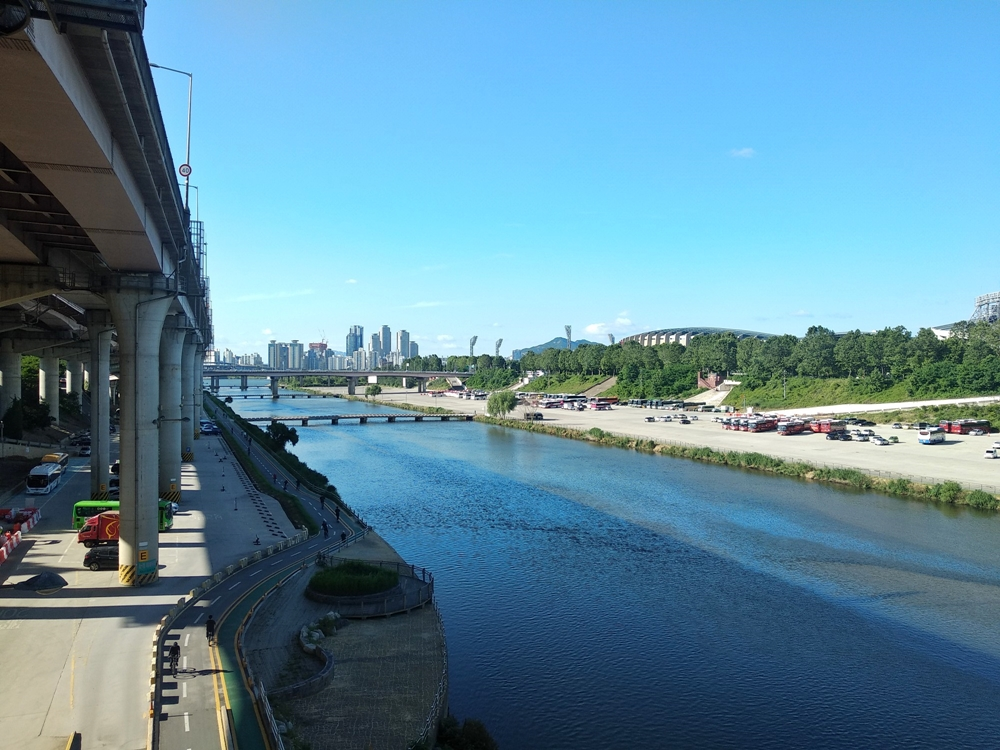
Hạ lưu Tancheon Gần khu phức hợp thể thao Seoul (Seoul)
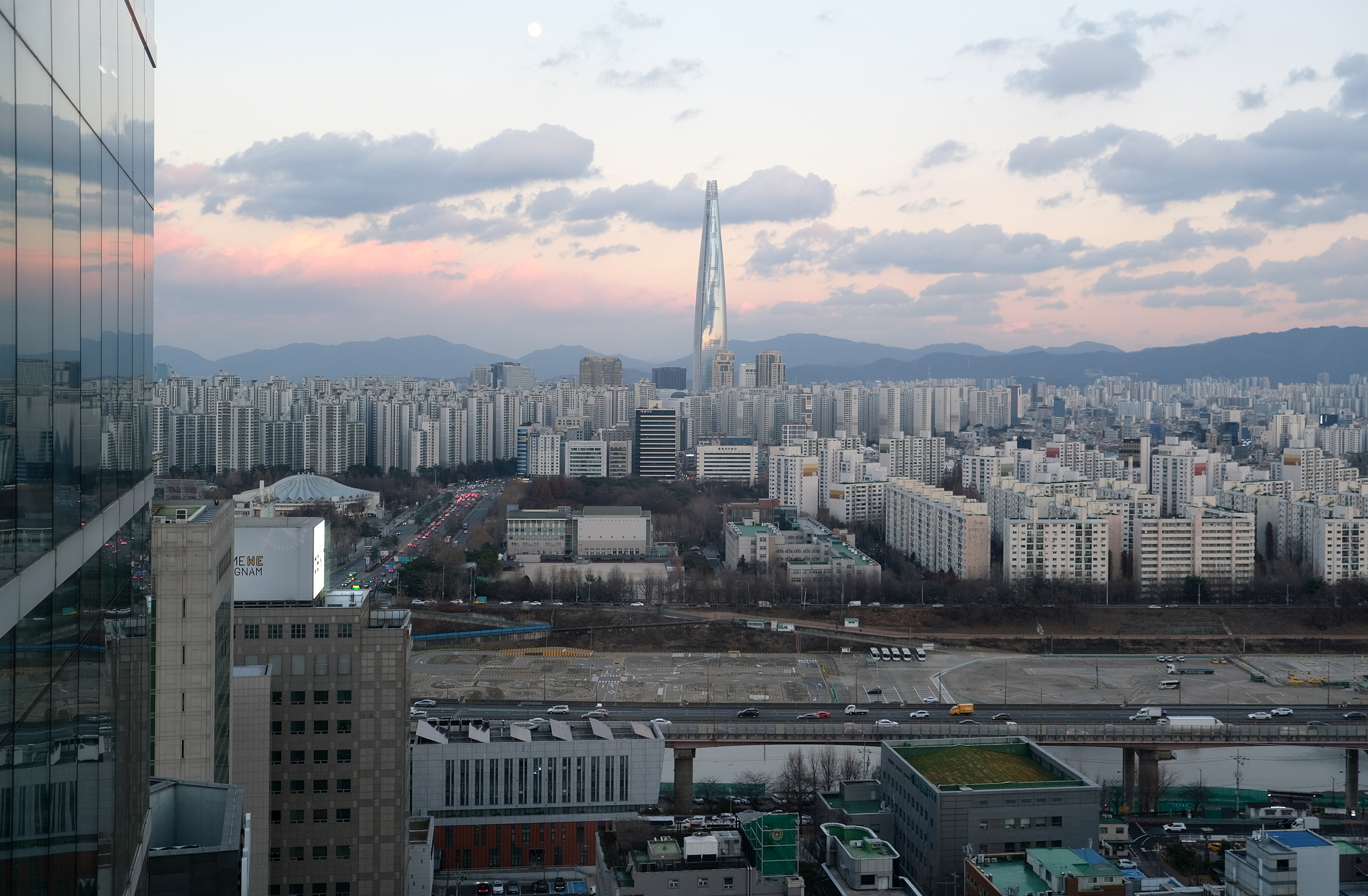
Tancheon, trung tâm thi bằng lái xe Gangnam và Lotte World Tower nhìn từ Gangnam-gu